# Sucuru
Sucuru é um distrito da cidade de Serra Branca, estado brasileiro da Paraíba. O nome do distrito remonta a uma tribo tarairiús que habitava a serra e o rio de mesmo nome no planalto da Borborema. Acredita-se que sucuru seja uma corruptela de sucuri.